# Johann Sommer (Propst)
Johann Sommer († nach 1438) war kurfürstlicher Rat in Brandenburg, Protonotarius, Domherr und Propst von Berlin.

## Leben
Johann Sommer war 1423 und 1424 mit dem Eintreiben des Landschosses in der Mittelmark beschäftigt. Seit 1428 war er kurfürstlicher Rat in Brandenburg und Notarius (Schreiber), danach Protonotarius (oberster Schreiber), auch als Kanzler bezeichnet. 1435 wurde Johann Sommer als Domherr in Lebus und Stendal erwähnt, 1436 als Dechant im Kollegiatstift Stendal. Seit 1438 war er Propst in Berlin.